# Liste der Bürgermeister von Dourgne
Diese Liste führt die Bürgermeister der französischen Gemeinde Dourgne auf.
- 1790–1790 Antoine Caraven
- 1790–1791 Pierre-Germain Pébernard
- 1791–1792 Jean Grave
- 1792–1804 Louis Fabre
- 1804–1830 Frédéric Fournès
- 1830–1830 Jean Périé
- 1830–1830 Jean-Jacques Caraven
- 1830–1833 Jean-Francois Cassanac
- 1833–1835 Louis-Marie Fabre
- 1835–1846 Benjamin Fabre
- 1846–1848 Joseph Arnaud
- 1848–1855 Guillaume Saussol
- 1855–1869 Louis Abrial
- 1869–1871 Marie Fabre
- 1871–1874 Flavien Arnaud
- 1874–1875 Raymond Abrial
- 1875–1877 Léo Fabre
- 1877–1900 Henri Raucoules
- 1900–1911 Joseph Raucoules
- 1911–1920 Jean Morand
- 1920–1925 Henri Salvage
- 1925–1944 Eugène Colombié
- 1944–1944 Amiral Abrial
- 1944–1947 Auguste Carrié
- 1947–1954 René Rastoul
- 1954–1955 Victor Moulet
- 1955–1983 Gabriel Pujol
- 1983–1998 Georges Mazars
- 1998–1999 Pierre Fourquet
- 1999–2001 Michel Carceller
- 2001–2014 Hélène Azam
- seit 2014 Christian Rey